# Shō Sei (1800)
Shō Sei (尚成 (Thượng Thành) 4 tháng 12, 1800－7 tháng 2, 1803) là quốc vương thứ 16 của nhà Shō II tại vương quốc Lưu Cầu. Shō Sei là con của vua Shō On và đồng danh là Tư Đức Kim, mẹ là Tiên Đức. Shō Sei lên ngôi năm 2 tuổi và mất chỉ một năm sau, kế vị là thúc phụ Shō Kō.
Năm 1808, hoàng đế Gia Khánh phái Tề Côn, sang sách phong vương vị cho thúc phụ là Shō Kō, đồng thời truy phong cho Shō Sei là Lưu Cầu Trung Sơn Vương.